# Csigérszőllős
Csigérszőllős (Seleuș) település Romániában, a Partiumban, Arad megyében.

## Fekvése
Borosjenőről délnyugatra, Pankotától északra, Sikula, Zaránd és Csigérgyarmat közt, a Csik-ér közelében fekvő település.

## Története
Nevét 1489-ben Zewles írásmóddal említette először oklevél. 1498-ban Zewlews, 1746-ban Csigerél Szőllős, 1808-ban Szöllős, 1909-ben Szőllőscsigerél alakban írták.
1527-ben Cserni Jován itt, Szőllősnél verte meg Perényi Péter erdélyi vajda hadait. 1645-ben a szőllősi Horga család nemességet kapott I. Rákóczi György fejedelemtől, majd 1741-ben van említve az e családból származó N. Horga-Popovici világosi tanító, tanfelügyelő, táblabíró, 1796-tól helybeli pap.
1851-ben Fényes Elek Magyarország történeti földrajzában írta a településről: "Szőlős és Szigerel, Szelem si Csiggerel...Arad vármegyében...6 katholikus, 3 zsidó, 1683 óhitű lakos, anyatemplommal. Határa 6753 hold...Birja báró Ditrich József".
1910-ben 2577 lakosából 138 magyar, 2430 román volt. Ebből 103 római katolikus, 2390 görögkeleti ortodox volt.
A trianoni békeszerződés előtt Arad vármegye Borosjenői járásához tartozott.

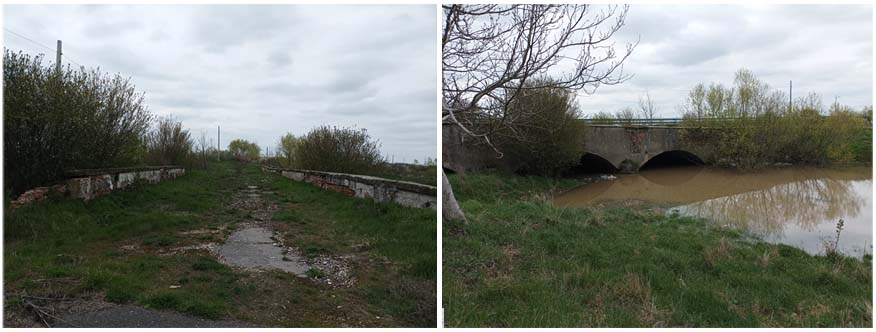
Az egykori török híd maradványai